# Рогозище
Рогозище (бел. Рагозішча) — посёлок в Узовском сельсовете Буда-Кошелёвского района Гомельской области Белоруссии.

## География

### Расположение
В 23 км на юго-восток от Буда-Кошелёво, 26 км от Гомеля, 2 км от железнодорожной станции Уза (на линии Жлобин — Гомель).

## Транспортная сеть
Транспортные связи по просёлочной, затем автомобильной дороге Уваровичи — Гомель. Строения деревянные, усадебного типа.

## История
Основан в начале XX века переселенцами с соседних деревень. Наиболее активная застройка относиться к 1920-х годам. В 1926 году в Уваровичском районе Гомельского округа. В 1929 году жители посёлка вступили в колхоз. В 1959 году в составе совхоза «Правда» (центр — деревня Уза).

## Население

### Численность
- 2018 год — 0 жителей.

### Динамика
- 1926 год — 24 двора, 127 жителей.
- 1959 год — 77 жителей (согласно переписи).
- 2004 год — 3 хозяйства, 3 жителя.